# 肖战事件
肖戰事件，又稱肖戰風波、227事件、肖戰粉絲事件、肖战粉丝举报事件、肖戰粉絲舉報AO3事件、肖戰粉絲風波、肖戰粉絲舉報風波，是由男明星肖战的粉丝向中国政府网络监管部门舉報同人小说而於2020年2月至7月觸發的中国内地娱乐圈乱象事件。2月24日，肖战粉丝發現AO3作品库收录的、由肖战CP粉“MaiLeDiDiDi”创作的一篇关于肖战的同人小说《下坠》中肖战被描绘为一位患有性别认知障碍的发廊小姐，认为这部作品有意侮辱肖战，遂以文章在涉事微博及LOFTER的鏈接作為證據向中国政府网监部门实名举报作者涉黄等行为，引發一連串的風波。 2月29日，中国大陆防火长城屏蔽AO3作品库。中国大陆有舆论认为是肖战粉丝对AO3作品库的大规模举报导致外網AO3作品库遭到屏蔽，并逐步引发网民与肖战及其粉丝互相舉報、控評行为的網路論戰及抵制。数月风波后，事件与最初的举报行为渐渐关联不大，而泛指一系列关于肖战及其粉丝和反感肖战的群体之间的舆论战。

## 事件相关

### 中国大陆资本对文娱产业的运作

#### 网络色情定性、查禁与举报
政府对媒体及各类文化产品实行严格管理。在现行司法体系下，人们无法合法接触色情作品。
同时，中国法律许可的文化产品须以“幼儿”可接受的涉性水平为标准。除部分成年人对被禁锢于“幼儿”标准的不满外，也有部分民众对色情文化产品的定性极为宽泛。媒体报道中，部分未成年人的家长将快看、抖音归于色情媒介，耽美漫画描绘男性“搂抱”视同色情。有些媒体将亚文化产品列入危害未成年人的“精神鸦片”，要求政府查禁此类产品，但也有媒体表示反对，称不应将亚文化妖魔化。
在肖战成名作《陈情令》的原著——耽美小说《魔道祖师》相关的司法裁决中，保护未成年人是不建议该文化作品广泛传播的理由。此次裁决中，北京互联网法院因无证据，不支持小说为色情淫秽作品的指控，但指出小说“将男性之间恋爱作为文章中心、主旨甚至是卖点；而网络出版物的一部分读者为未成年人，世界观、价值观尚未健全，作品传播后将诱发未成年人模仿，故此作品不宜通过信息网络传播。”举报事件发起人、粉圈“大V”——“巴南区小兔赞比”自述举报动机并提供详细的举报渠道亦与此类价值判断相同。事发后，检察官郑帆依照中国现行法律，对肖战粉丝的举报行为表示认可。

#### 饭圈文化的发展及对网民的影响
中国内地娱乐圈通常将各类明星、偶像的粉丝群体称为“饭圈”，汉语北京官话「饭」即英文「fan」的谐音。外界将他们在社交网络平台上的行为归纳为：控评、刷数据、反黑、网暴和举报。明星、偶像被认为是此类粉丝行为的直接受益者。在中文社交网络平台上，饭圈出于维护明星形象的目的，与普通网民的冲突亦是常见。饭圈不许可、不容忍普通网民表达对某个明星不欣赏、不喜欢，即使是点评其作品、演技。饭圈通过对普通网民使用网络暴力、人肉搜索、电话骚扰、匿名举报等手段，禁止网民表达个人意见。网民个人对此类行为通常无力反击，饭圈业已完成对普通网民的规训。外界形容为“天下（网友）苦饭圈久矣”，即使是知名人士亦不例外。仅在2019年7至10月间，肖战粉丝即与科学家颜宁、电影人程青松有过直接、长期的网络冲突。早先，肖战粉丝因向颜宁宣传肖战不成，随即在7月开始骚扰颜宁。10月间，颜宁在微博发文表示愤怒。其后，肖战粉丝举报颜宁学术造假。9月，肖战主演的电影《诛仙 I》上映，程青松在微博批评肖战演技，引发肖战粉丝攻击。作家郑渊洁为程青松的批评点赞亦被牵连。
《新京报》评论指出，本次事件始于饭圈与同人圈之间的“圈层隔阂”，两者在具有高度黏性的同时，也存在强烈的群体偏见。

### 涉事小说
小说《下墜》是“博君一肖”CP的同人作品，小说作者在AO3作品库署名「MaiLeDiDiDi」。《下墜》中肖戰的对应角色被設定為有性別認同障碍的男性，是一位「发廊妹」（性工作者），化名赞赞。而王一博的对应角色的設定是愛上赞赞的未成年高中生。作者在AO3作品库中按网站要求标注了分级以及阅读警告：underage（未成年）。2月25日至26日期间，作者把作品鏈接在微博发布並轉發，引起了肖戰粉絲的注意。肖战粉丝认为这篇小说将肖战“女化”，且含有“淫秽色情”内容，疑似召集了数千粉丝举报這部作品。
《下坠》因文筆细腻受到喜歡这一CP粉絲群體的追捧。但外界在本次事件后对小说的文学评价不一。厦门大学中文系助理教授杨玲接受采访时表示，《下坠》有“较强的文学功底”，肖战形象“被塑造得非常美好，不仅有超越性别的美丽，而且善良、温柔、隐忍、坚强”，在读者能够接受底层生活、跨性别者的角色设定情况下，“这样的形象不仅不会贬损明星，反而会激发读者的爱慕之情和保护欲。”作者戴源则对《下坠》评价不高，将它形容为AO3作品库中“寂寂无名”的同人作品，认为小说只是因肖战粉丝的举报而“洛阳纸贵”成为“名作”。
中国文化群体中将“女化”男明星视为耻辱。在《南方周末》的报道中，肖战粉丝认为博君一肖CP中对肖战的女化会对他形象不利。报道指，肖战粉丝举报小说《下坠》的动机在它发表之前业已存在。报道认为，长期以来，肖战粉丝有帮助肖战摆脱自《陈情令》以来的博君一肖“CP卖腐的标签”，实现CP“解绑”、形象转型的需求。作者戴源认为，肖战粉丝通过举报，利用中国政府制定的网络审查政策实现了自身利益最大化。作者吴一兴亦指肖战粉丝不过是为抢占道德制高点和表达权，而“给争议作品（《下坠》）扣上了‘侵犯名誉权’‘涉嫌未成年人色情’的帽子，顺手举起了道德批判的大棒。”吴一兴认为肖战在《陈情令》成名后，本就有形象转型需求，以避免“被符号化”而限定于某种特定角色，《下坠》一文则进一步将肖战符号化。
相关报道亦指事发前，肖战唯粉即与CP粉斗争激烈，CP粉则被指“热爱与唯粉抢夺话语权。”

## 事件始末

### “227事件”

#### AO3在中国大陆地区被封

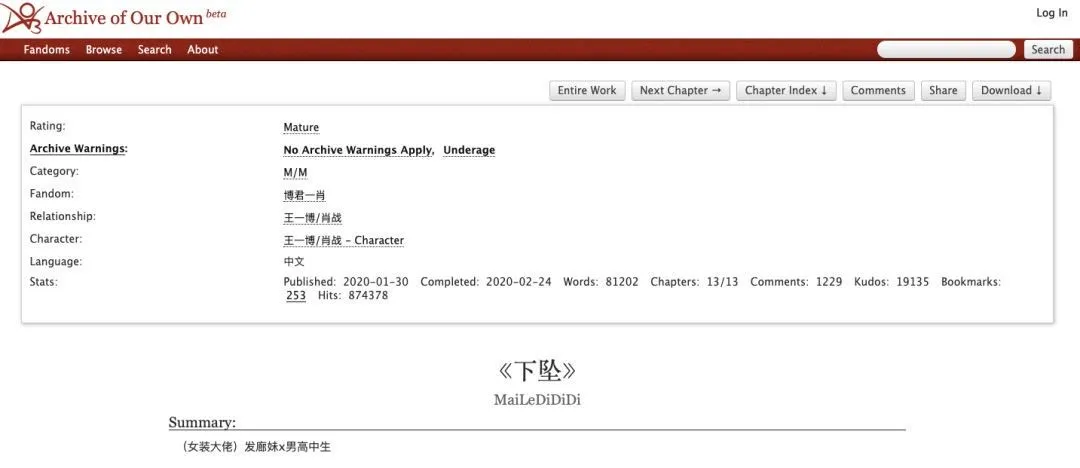
AO3作品库上的《下坠》

1月30日，“MaiLeDiDiDi”开始在美国AO3作品库与LOFTER上连载博君一肖CP同人作品小说《下坠》。2月24日13时许，微博用户“迪迪出逃记”在新浪微博发布博君一肖CP同人作品——小说《下坠》第12、13章的AO3作品库、LOFTER链接。此外，画手“一只汐哥哥”和“一个执白”为小说画了主题配图。2月26日，肖战唯粉指“迪迪出逃记”的《下坠》存在淫秽色情内容，且对肖战的女性化描写是对肖战的侮辱，于是在新浪微博进行声讨。小说作者“迪迪出逃记”和画手“一只汐哥哥”、“一个执白”是主要声讨对象。肖战唯粉中的“意见领袖”——“来碗甜粥吗”、“巴南区小兔赞比”被外界认为是此次举报行动的领导者，外界将“巴南区小兔赞比”称为“肖战饭圈内的领袖式人物”等。其在2月26日19时许发表的一篇微博，指“艺人和艺人粉丝”不需要“接受以艺人为原型的低俗未成年嫖娼文学”。认为“这种行为不光侵害了艺人名誉权，还污染了网络环境，带坏了一大批缺乏判断力的未成年小粉丝。。
26日晚间，“博君一肖”CP粉以“创作自由”为旗进行反击，并指出“举报是站在所有创作者对立面的行为”。此举激起同人社群的正面回应，大量创作者及读者去到“迪迪出逃记”已经清空的LOFTER进行声援。而在肖战唯粉与CP粉争斗之时，唯粉表示“如果外网流量过大就会‘自动被锁’”。如果中国政府屏蔽AO3作品库，原因就是大量CP粉进入AO3作品库点阅《下坠》。同时，唯粉对同人社群表示“亚文化圈要有小众的自觉”。事后，有作者说明，中国政府对境外网站无执法权，肖战粉丝依法举报后，“那么依法采取措施阻断传播（屏蔽AO3作品库）则是可以预见的结果。”
网易科技在事后报道中描述，在26日，“几位大粉”除在肖战超话中号召肖战粉丝举报“迪迪出逃记”及其他博君一肖CP粉写手外，被举报对象还包括Bilibili、百度网盘、晋江文学城等诸多中文同人作品创作的重要平台。参与举报的一部分肖战粉丝甚至未阅读过《下坠》。网易报道中，“几位大粉”具体所指不详，粉丝举报其它平台的细节亦不详。
2月29日晚10点左右，AO3作品库官方微博正式确认中国大陆用户无法访问AO3作品库，疑似被防火长城所屏蔽。抵制肖战的网友创建#227历史时刻#超级话题，并在里面爆料其先前的黑历史。同时，微博上的#肖战粉丝举报AO3#超级话题在28日下午被封。

#### “227大团结”
2月27日晚，众多同人作者於LOFTER平台的文章被封，不少作者因为惧怕受举报牵连而临时改名。与此同时，B站上部分视频被删除，AO3百度贴吧也被封禁。此事引起中国内地娱乐圈、同人社群及部分B站用户的愤怒，导致2月28日17时9分，肖战的LOFTER广场遭到屠版，而这一行动被同人社群称“227大团结”。
最初引起波澜的CP文作者遭到肖战粉丝网络攻击，粉丝在微博上提及了作者的学校渤海大学，要求学校让作者退学，后经作者本人证明，其并未被人肉。但据报道，有该名作者的支持者为其辩护，遭到人肉搜索。
抵制肖战的网友发现肖战粉丝对相关创作平台的举报疑似仍在进行，一些牵涉进来的应用软件遭到大规模未知用户恶意刷一星，激怒了抵制方网友。

#### AO3方面回应
3月5日，《三联生活周刊》发表署名陈璐的文章，其中转述AO3作品库媒体職员克劳迪娅·雷瓦萨（Claudia Rebaza）对真人同人作品是否侵犯当事人权益争议的回应。克劳迪娅·雷瓦萨认为AO3作品库的访问者清楚知晓真人同人作品为虚构。文章还提及，中国文化产业已认可并开始推动同人作品的创作，肖战参演的《庆余年》既是此类典型。
3月9日，新浪科技报道，在对AO3作品库官员克劳迪娅·雷瓦萨（Claudia Rebaza）的采访中，她指事件发生后的两周中，AO3作品库获得的捐款数量明显增多。她表示，非常感谢中国用户社区的支持。

#### 肖战方面回应
3月1日晚上9时8分，肖战工作室在新浪微博发文称：“注意到肖战粉丝的一些争论，占用了一些社会公共资源”，并为此致歉。声明发表后，#肖战工作室道歉# 在几分钟之内迅速登上热搜，一度登上热搜第一。
肖战经纪人、新丽传媒副总裁于婉琴的微信朋友圈截图在3月2日流出。截图内容显示，于婉琴引用《乌合之众》部分内容——“我们不该对群体求全责备，说他们经常受到无意识因素的左右，不善于动脑筋。在某些情况下，如果他们开动脑筋考虑起自己的眼前利益，我们这个星球上根本就不会长出文明，人类也不会有自己的历史了。”外界视为于婉琴对事件表态，或指是于婉琴与抵制肖战网友的“对呛”。
肖战商务合约所属公司——和颂传媒创始人、品牌商务方面负责人张天龙的微信朋友圈截图亦在此时流出。截图显示，张天龙转发肖战工作室3月1日微博，同时发文表示“清者自清，不需要太多解释”。
3月21日，肖战粉丝在工作室帮助下成立肖战粉丝公益项目组，外界视为肖战粉丝应对网友抵制的自救行为。相关报道中，肖战粉丝亦认为成立粉丝公益项目组是肖战工作室在事件发生后做得最好的事情，希望改变肖战的负面形象。

### 逐步复出

#### 前期试水
肖战在事件发生之后长时间保持沉默，直至4月4日（时值全国哀悼日）凌晨1时许，肖战转发《人民日报》哀悼新冠疫情牺牲烈士和逝世同胞的微博。有作者指，这次转发是肖战在本次风波后的“复出试水”。
4月12日夜间，肖战工作室在音乐平台发布肖战演唱的公益歌曲《红梅赞》。此歌是歌剧《江姐》的主题曲，为红色歌曲。在此前的4月10日，肖战曾在绿洲APP分享梅花图。两者呼应。歌曲在音乐平台上线后，随即引发网络争议，出现举报肖战的言论。肖战的演唱本属《中国青年报》的公益项目“美丽中国”。此前惯例，明星演唱该项目的歌曲上线，《中国青年报》会在微博帐号进行宣传。但此次肖战演唱《红梅赞》，《中国青年报》未有反应。网民或视为“（中国）官媒不认可”肖战。有作者将歌曲上线归入肖战“复出试水”步骤。

#### 新歌《光点》发布
肖战在4月25日零点发布微博并更换使用四年的头像、宣传自己演唱的新歌《光点》。新歌以数字专辑方式 ，在隶属于腾讯音乐的QQ音乐、酷狗音乐、酷我音乐销售。销售价格3元一张。在发布不到24小时后，《光点》的销售量就登上数字专辑总榜第一。《每日经济新闻》提供的数据，《光点》在25日销量为2437万余张，销售额7300余万元。。
外界报道将肖战发布新歌《光点》，视为肖战在本次事件后的“正式复工”，是为“复出”中最重要的环节。《每日经济新闻》的报道指，粉丝通过购买专辑，体现肖战的商业价值，帮助肖战摆脱本次事件的“致命”伤害。肖战粉丝也已提出了销售额超过1亿元的目标（28日达成）。《界面新闻》的记者认为，肖战在本次事件中被抵制，“激发了一部分粉丝的保护欲和消费力”。《重庆晨报》的报道指出，在26日，部分肖战粉丝并未响应肖战工作室、肖战网宣组的呼吁，并提出争取在26日完成销售额超过1亿元的目标。报道对肖战粉丝提倡的以花呗（消费信贷）等方式追星表示了反对。
7月2日，《经济学人》杂志发表了《中國忠誠而好鬥的粉絲俱樂部》（China's devoted, combative celebrity fan clubs）一文。該文稱，在中國大陸的未成年網民中，有0.128億人參與了諸如發佈讚美言論、攻擊批評者以及侮辱熱忱於其他明星的人的「粉絲支援」活動。北京互聯網法院在2019年1月至11月間審理的誹謗案裡，有近12%是由明星發起的，且往往針對其他明星競爭對手。文章還指出，粉絲行動還包括消費行動：在2000年後出生的粉絲中，有近15%的人每月為自己喜歡的明星花費至少5000元人民幣，這一數字比城市平均可支配收入高出40%；粉絲們還會以刷榜的形式來支持明星，在《光點》 發佈後的48小時內，下載量創下了2500萬次的記錄，平均每個粉絲購買了近66張。

### “427事件”

#### 对敏感话题的争议
4月20日夜间，微博用户“超级逮虾户”、“午夜南瓜霸霸”、“鹅太子”在相近时间内发博，表示有肖战粉丝群中群主使用“反动头衔”。
4月21日凌晨，微博博主“肖战网宣组”称“经查证，为有不明人士通过恶意修改群成员头衔欲抹黑肖战粉丝。”并且补充：此举合理怀疑为黑子专门反串粉丝自导自演。
4月21日晚间，肖战工作室发表声明称：“有微博ID为‘鹅太子’‘超级逮虾户’‘午夜南瓜霸霸’的微博用户发布了部分图片及视频内容，公然宣称肖战粉丝群成员在QQ群中使用反动头衔。有充分证据证明，这是某些别有用心的人利用卑劣手段，胁迫原群主转让管理权限后进行的恶意篡改、违法操作”。声明还指肖战“始终热爱祖国、坚持拥护党的领导”，“工作室已在第一时间对相关情况进行取证，并将向公安机关报案”。
4月22日，微博用户“午夜南瓜霸霸”对于肖战工作室的声明内容造成其名誉权受损一事，经上海雨默律师事务所向肖战工作室发出律师函。因“午夜南瓜霸霸”该微博已于4月27日被炸号。4月28日，原微博用户“午夜南瓜霸霸”在新微博账号“午夜南瓜阴阳人随机数”中发布有关律师函的微博，并要求肖战工作室限期内调整声明内容，对其本人公开道歉。
北京勇者律师事务所代表肖战在微博发表律师声明（非律师函）表示，网络用户有组织、有预谋地在社交媒体平台，散播大量针对肖战个人生活、演艺事业、社会活动的虚假及侮辱性言论，包括编造肖战情感经历、歪曲肖战公益捐赠行为、捏造肖战指使粉丝举报他人等不实信息。并配声明图，表示：“战必胜”。肖战工作室微博转发微博。此前，肖战粉丝与抵制者已质疑对方是“资本介入（舆论）”。
事后，微博称近日启动为期两个月的恶意营销账号专项整顿，多个领导抵制肖战及其粉丝的微博账号“爆裂风车”“鹅太子”“午夜南瓜霸霸”名列其中。

#### 诈捐质疑与回应
4月28日，肖战工作室发微博：“你要为你说的每一句话负责任”。同时配发两张图片。分别为微博用户“爆裂风车永存”在28日14时35分所发微博截图和写有肖战名字的捐赠证书照片。证书内容为，肖战向爱德基金会驰援武汉（新冠病毒）疫情项目捐赠619815.5元，标注时间为2020年1月27日。爱德基金会公布的“截至2020年3月23日的，我会收到抗击新冠疫情捐赠（含承诺捐赠）信息”（标注发布时间为3月9日）中，1月27日“工作室（匿名）”捐赠619815.5元。此笔捐赠是实际捐赠，或承诺捐赠，无从得知。在爱德基金会2020年1月至3月捐赠榜（标注发布时间为4月22日）中，没有1月27日“工作室（匿名）”捐赠619815.5元的记录，而是与肖战相关的厦门仲夏之月文化传媒有限公司因新冠病毒疫情响应项目，分别在2月1日捐赠500000元、2月6日捐赠119815.5元，两者合计619815.5元。肖战并非厦门仲夏之月文化传媒有限公司所有者。该公司持有68个与肖战相关的商标，包括肖战工作室的商标。公司股份由王力威、方持慧、肖伟三人共同持有。同时，大股东王力威持有新丽传媒旗下子公司居正影业的49%股份。在2月上旬媒体报道，则指肖战为武汉的新冠疫情，个人捐款40万元。同时，向武汉同济医院捐赠200万元物资，包含口罩和呼吸机（或说呼吸器）。后又被指出所捐物资并非呼吸机而是呼吸面罩。

### 教师应援事件

#### 部分教师被曝出在教学中应援
5月11日，宿迁市教育局公开，其所辖沭阳县一小学教师，因引导其学生齐声喊：“肖战哥哥你很好，我们很喜欢，冲啊”，并拍摄视频发至抖音视频平台，来为教师本人的偶像肖战“应援”，被停职停课，所在学校校长被诫勉谈话。《人民日报》评论称，其“不仅突破了职业规范，也有损教师职业道德，折射出教育培养管理的漏洞”。《北京晚报》评论称“中小学生是含苞待放的花朵，是祖国的未来和希望，决不能成为商业娱乐活动的利用对象和非理性明星崇拜的新生力量。这段视频疑为去年9月拍摄，这么长的时间内没有删除，说明这名老师并没有意识到不妥”。2020年12月，教育部对8起违反教师职业行为十项准则典型问题进行公开曝光，其中就包括上述“江苏省宿迁市沭阳县翰林学校教师耿某带领学生应援娱乐明星问题”。
5月11日，微博用户“有狐bot2”爆料称，山东济宁十二中学初三老师林苗苗在一次网课中，播放肖战歌曲《光点》，在某学生表示“肖战必糊”后对该学生施展语言暴力，批评该学生不该把“饭圈戾气”带进课堂。山东省济宁市任城区教育体育局一名工作人员表示，事件正在调查中。
5月15日，与前述举报事件为同一人的微博用户“有狐bot2”又爆料称，2020年3月，福建厦门莲花中学初二某位班主任用两节语文课时间，向全班学生进行演讲，内容主要为：为何自己喜欢肖战，为何肖战可以成为学生的榜样。同日，厦门市思明区教育局通过“思明教育网”发布情况通报称：思明区教育局立即介入调查核实。经查，该视频系为该教师3月16日网课的一段截录。该教师已认识到在课堂教学中引入娱乐明星话题极为不妥，已作出深刻检讨。莲花中学已对该教师作出停课处理。事后有家长称，该语文课上课内容为“网络暴力”，老师借肖战事件引导孩子分清是非、理智追星。
2021年2月13日，宁夏银川永宁中学一老师被曝因学生网络ID为“肖战糊了”批评辱骂学生，引发争议。2月15日，当地教育部门通报，决定给予涉事老师责令检查的处理，在全县教育系统通报批评，并取消两年内评奖评优资格。

#### 肖战方面回应
2020年5月6日，肖战接受中新经纬专访时，“为疫情期间的争议和昔日不当言论致歉”。专访中他表示，“前段时间发生了一些跟我相关联的一些争议，而且争议发生在全民抗击疫情最关键时刻，其实我当时自己在家隔离的时候，我是很不安然后也很歉意的，如果是因为这些争议给网友们带来了一些影响跟困扰的话，我在这里很真诚地跟他们说声对不起。”
5月10日，肖战再发微博称自己不需要应援，“希望所有人把学业、工作、生活，都放在追星前面……遵守职业规范和行业底线。”有媒体指出，这一表态可能是对日前粉丝让自己班上的学生为肖战录制应援视频一事的回应。
5月15日，肖战全球后援会就不理性追星現象致歉，並表示会进行整改。

### 晨小晨事件
7月9日，曾于2019年6月发布去世帖文的微博账号“@努力做个小太阳的晨小晨”突然发布肖战应援内容，网友怀疑该账号被他人非法盗窃贩卖和使用。10日晚间，微博管理员发布文对晨小晨事件做出公告，表示微博安全技术人员经过核实，发现账号“@努力做个小太阳的晨小晨”于2019年6月发布疑似离世的帖文后转为仅登录不发言状态，账号始终未发现被盗状况。且此人同时运营“@长乐在不在呀”和“@再来一瓶我还能喝”两个账号，其中账号“@长乐在不在呀”于2018年8月14日发布疑似离世的帖文后，也转为仅登录不发言状态；“@再来一瓶我还能喝”于2020年7月与另外2个账号进行互动，并指责站方失职。“@努力做个小太阳的晨小晨 ”和“@长乐在不在呀”均未去世。然而至今，账号的使用者身份仍然未知，肖战粉丝和抵制者各执一词。
7月14日，微博管理员发布社区公告称，新浪微博已于7月9日就粉丝引导管理相关问题与肖战工作室进行谈话。包括举报事件最初发起人“巴南区小兔赞比”在内的8个账号因攻击媒体机构及发布不实信息引导骂战，已由微博官方根据社区规则做关闭处理。当天，肖战工作室发表道歉声明，表示在粉丝的正向引导上出现缺位，没有第一时间准确回应各种缘由引发的争议，引发了社会观感不佳，使得不同认知群体在社交媒体产生对立，无辜的网友遭到了攻击谩骂。肖战本人及工作室同时明确表示，拒绝互撕谩骂及挑起群体对立，坚决反对未成年人的不理智消费行为，以及出于任何目的伤害他人。

### 川美涂鸦事件
在10月5日肖战生日当天，肖战粉丝为了给偶像肖战庆祝生日，纷纷聚集在川美（四川美术学院）校门口，还在川美的涂鸦墙上写了肖战两个大字，再次引发部分网友与肖战粉丝的骂战。后据重庆当地电视台新闻栏目《天天630》的报道，人群确实有聚集在商业街，但并未对周围商户造成影响，且所在区域的城管人员证明该区域是允许涂鸦的。
肖战影音会官微发文回应此事，呼吁专注自家，拒绝群体对立事件。肖战本人则在生日当天发微博庆生外，并未对事件作出回应。针对网传肖战粉丝在四川美术学院美术馆乱涂乱画的消息，10月7日午间，新浪微博社区管理官方微博“微博管理员”通报称，网络描述与事实不符，该不实信息被恶意炒作并导致饭圈互撕，决定对28个微博账号作出禁言15天的处罚。

### 后续
2021年2月27日，“227事件”一周年后，肖战抵制者发文纪念，但微博屏蔽了最具热度的相关话题“#227一周年#”。午后，肖战发布长文，讲述了2020年风波发生以来的感受和认知。为2020年的“偶像失声”，向那些因他受到影响乃至伤害的人郑重道歉。同时呼吁粉丝在个人的好恶之外多一份“理性”，少在网络世界里争吵，把精力更多放在现实生活中。

## 舆论争议

### “公号私用”争议
3月3日，“平安黑龙江”、“江苏共青团”、“人民日报传媒海南”等党政机构和官媒账号、蓝V账号等相继转发肖战微博或发表相关博文。引发网友“是否是（中国）政府站台或表态”的讨论。外界将此类转发称为“公号私用”，质疑肖战方面有利益输送。而在双方的舆论战中，皆怀疑对方是“资本介入（舆论）”。
3月3日23时许，《人民日报》传媒海南微博运营团队发表了“关于转发明星肖战超话贴子的严正声明”，回应外界质疑其“公号私用”的问题，称与肖战及其团队无接触、无利益关系，“因此次管理上疏漏给广大网友造成了不良影响表示深深的歉意，并通过此教训举一反三，深刻反省”，已开除当事员工。受事件影响，该账号目前被关停。

### 环球时报争议
3月3日，《环球时报》发表文章《“愤丝”牵连肖战，饭圈汹涌何去何从》。
3月4日凌晨，《环球时报》的环球网微博帐号发文，“老了，不知道为何而战，晚安”。而后“环球体”开始流行。对此微博含义，各方理解不一。除网友批评环球网缺少媒体素养的言论外，抑或指网友反应过度。有报道指此则微博引发的是，知晓本次事件、饭圈之外的网民共鸣。

### “十问《检察日报》”
最高人民检察院主办的《检察日报》在3月11日以两个版面，连发五篇文章，总结、评论这一事件。第5版（法治评论）文章是《肖战事件：是否曲直如何评说》和《不能任由粉丝喜好毁了同人文化》。第6版（法辩）文章是《肖战事件：没有胜利者的战争》、《评判肖战事件的两个维度》和《“同人小说”涉及的法律问题》。《检察日报》编辑在11日第6版以“编后”总结：“限于版面，各方观点未能尽现；各家意见，不代表本报立场”。外界或指为“（中国）官方权威意见”。
3月11日8时起，《检察日报》即在其新浪微博的官方帐号（简称官微）陆续发表五篇文章，并将第一篇文章《肖战事件：是否曲直如何评说》设为置顶文章。部分肖战粉丝批评《检察日报》不懂法。《检察日报》官微编辑发起话题“幸亏懂点法”回应。当日13时整，《检察日报》官微发布最后一篇文章《“同人小说”涉及的法律问题》时，主动@肖战和王一博的个人微博帐号，并在末尾加入“幸亏懂点法”的话题。
3月12日凌晨，有疑似肖战粉丝的用户在网络平台上发表文章《拿什么拯救你，我的三观，十问检察日报》，文中质问《检察日报》“是否完整阅读了下坠这篇文章”“有没有登入过AO3网站”，并嘲讽“恐怕检察日报的小编们2020的KPI在3月已经提前完成了，2020年3月最流行发肖难财”。文章结尾写道，“更可怕的是，因为这次平台和资本的扭曲，刻意隐去淫秽色情事实，美化这个网站，相当于为这种无限制的‘创作自由’打了一剂强心针，意识形态渗透将会更加严重！”。《解放日报》同日发表文章《追星是为追求美好，而非囿于“饭圈”越活越逼仄》。此文认为，粉丝行为，偶像买单。而粉丝造成的后果，则要肖战一起承担。
3月13日，有网友寻找原作者，发现原博主已经删除了文章，并清空了自己的所有微博，只剩一个空号，粉丝人数高达29.6万。
3月14日16时许，《检察日报》社长赵志刚在其个人运营的账号“法律读库”中发表了《深扒一下引发饭圈大事件之同人作品〈下坠〉的法律问题》一文。文章认为《下坠》对肖战和王一博的姓名权构成了侵犯。“肖战粉丝的举报不仅没有错，还是法律法规倡导的共同营造绿色网络空间的值得鼓励的行为”，这一行为“净化了网络空间”。
7月8日，《检察日报》发表评论员文章《营造良好网络生态，平台亟须强化自净》，引用了微博管理员关闭“@打不死的爆裂风车”等一批账号的理由及主张。指出一些网络大V通过模板化引导，组织网民以网络举报、电话骚扰等方式，攻击国家机关、新闻媒体，干扰复工复产期间企业的正常运营等现象，并提到部分用户断章取义、片面解读《检察日报》等媒体的多元化发声，“频繁挑动网络群体对立”。不过，该评论员在文中并未直接提到肖战以及其事件的当事人。

## 影响

### 对肖战方面的影响

#### 对肖战代言产品的抵制
AO3作品库被屏蔽的现实，使网民怒火进一步蔓延，同人社群的反击开始延伸至肖战的影视作品，大批网民到中国大陆著名社交网站豆瓣对肖战的影视作品如《陈情令》进行“刷低分”。商务代言方面，OLAY、小鹿茶（瑞幸咖啡）、OPPO、真果粒（蒙牛）、开小灶（统一企业）、百威啤酒、雅诗兰黛、佳洁士、沙宣等品牌皆受到了牵连，在这些产品的新浪微博评论中出现大量抵制肖战的留言。面对抵制，各家反应不一。
随着抵制肖战舆论的发酵，微博话题#抵制肖战#成为4月1日的热搜。此时，肖战代言的品牌多采取各类措施，避免风险。如蒙牛真果粒取消3月1日的、肖战代言新产品的宣传计划。但与其它品牌不同，宝洁公司所属的OLAY品牌表达了对肖战的支持。OLAY在1日宣布了由肖战代言的新产品。下午的销售直播中，品牌主播指抵制肖战的网友，“他们不重要，就那么一点点人，一点点黑粉，能形成什么气候呢”。品牌主播现场连线OLAY大中华区总经理梁俊熙时，梁俊熙表示力挺肖战，会继续合作。此后，抵制者以消费者身份与OLAY品牌展开“攻防”。消费者按照中国法律要求OLAY补开发票的请求，被OLAY拒绝，并无理要求提供详细个人信息，消费者最终不得不求助于中国消费者协会和税务部门。据《第一财经》YiMagazine在3月5日报道，向淘宝客服求证，此次风波并不影响统一开小灶与肖战的合约计划，而OLAY、佳洁士、沙宣的上级宝洁公司公关部则表示“暂不回应”。
《每日经济新闻》记者报道“肖战代言产品发票举报事件”，称主管税务机关已就该事件约谈OLAY品牌。

#### 所属公司业绩
随着事件进一步进展，肖战出演、新丽传媒公司旗下的《庆余年》、《诛仙 I》以及待播作品《狼殿下》的评价都受到不同程度影响。有消息人士称，肖战的艺人合约虽然签在哇唧唧哇，但商务和影视合约分别签给了和颂传媒与新丽传媒。尽管新丽并未出面证实此消息的准确性，但肖战参演的《庆余年》《诛仙Ⅰ》都是新丽制作发行，待播的《斗罗大陆》《狼殿下》等剧集也都由新丽出品。肖战经纪人于婉琴亦是新丽传媒副总裁。
新丽传媒在2018年被腾讯旗下的阅文集团收购时，曾做出三年业绩承诺（对赌协议），2018年未完成，2019年完成任压力巨大，而在2020年需实现不低于9亿元的净利润。若新丽无法完成年度净利润指标，阅文则会扣减应支付给新丽的分期金额。故外界认为做为主要演员、亦是新丽传媒签约艺人的肖战若形象受损，将影响这份9亿元的商业承诺。新丽传媒方面回复北京商报记者，称公司与肖战没有关系，否认公司与肖战有影视合约。哇唧唧哇公司并未对肖战事件作出任何官方回应；而《第一财经》YiMagazine向新丽传媒求证时，对方先称肖战与新丽并未签约，后又表示暂不回应。

#### 电视节目录制
6月6日与6月13日，浙江卫视的综艺类节目青春环游记2三亚特辑上下二集分别在黄金时段播出。此前曾有媒体爆料，肖战曾参与录制本节目。但在播出的两集中，肖战本人并未出现。

#### 恢复商业工作
2020年10月，肖战参演的《狼殿下》悄然开播，瞬间登上微博热搜前三，引发市场关注。2021年2月5日，《斗罗大陆》开播，热度持续上升，数据占据多榜第一。有媒体指出，风波后，肖战在影视资源上更偏向主流资源。

### 对反肖战群体的影响
有媒体指出，肖战粉丝对于AO3的举报，不仅惹怒了同人圈，还让其他诸多“圈地自萌”的人感同身受，形成了反对联盟。并且由于肖战长期以来的不发声，让粉丝行为越来越出格，直至失控。另外，对肖战粉丝滥用公权力进行个人情绪发泄同样引发了群体的不满。
在肖战事件发生一年后，《端传媒》撰文提出，事件發酵至今，已脫離了起初同人文創作者為創作自由的呼喊，成為反對飯圈亂象與資本下場的全方位疾呼。當中肖戰本人更是成為了一個去人格化的符號與靶子，承載著網民對濫用舉報、飯圈過度應援、明星粉絲影響言論自由等現象的不滿，也帶來了一定程度的社會撕裂。但该媒体同时指出，但在肖戰背靠的騰訊新麗傳媒與粉圈粉絲合力控制微博等社群媒體上的輿論聲量的現狀下，作為個體的抵制者很難去與這樣的力量對抗。更何況，不同於粉圈內粉頭KOL的一呼百應，抵制肖戰更像是一場去中心化的社交媒體運動。
至于肖战事件对同人圈的影响，媒体和学者普遍持有负面观点。如《端传媒》就认为，肖战事件使得举报文化深入到中国互联网环境中，同人创作环境急转直下。北京大学文学院教授邵燕君接受澎湃新闻采访时也指出，肖战事件的双方将原本二次元的事情全部诉诸三次元的手段，可以说是一次互相的“升维打击”，“可能颠覆亚文化圈根基”。

### 政策导向
在事件达到高潮期的3月1日，恰逢中国大陆《网络信息内容生态治理规定》开始施行。该规定提及“禁止网络暴力、人肉搜索和数据造假等”。外界认为这是中国政府在进一步加强网络管制。
2020年7月，国家网信办发布关于开展为期2个月的2020“清朗”未成年人暑期网络环境专项整治的通知，要求重点整治诱导未成年人无底线追星、饭圈互撕等价值导向不良的信息和行为。严厉打击诱导未成年人在社交平台、音视频平台的热搜榜、排行榜、推荐位等重点区域应援打榜、刷量控评、大额消费等行为。大力整治明星话题、热门帖文的互动评论环节煽动挑拨青少年粉丝群体对立、互撕谩骂、人肉搜索等行为。严格清查处置“饭圈”职业黑粉、恶意营销等违法违规账号。深入清理宣扬攀比炫富、奢靡享乐等不良价值观的信息。7月9日，微博方面与肖战工作室谈话，称其“近几个月以来，因为未能有效引导和应对各类粉丝群体，出现了一系列扰乱网络传播秩序的现象，造成了不良的社会影响。”肖战工作室表示同意微博提出的建议，并且明确表示今后将在官方与非官方粉丝组织的问题上积极配合和支持平台的管理。
8月，教育部等六部门印发《关于联合开展未成年人网络环境专项治理行动的通知》，要求加大对“饭圈”“黑界”“祖安文化”等涉及未成年人不良网络社交行为和现象的治理力度，重点对涉及未成年人网络社交中出现的侮辱谩骂、人身攻击、恶意举报等网络欺凌和暴力行为，以及敲诈勒索、非法获取个人隐私等违法活动予以查处。
2021年2月4日，国家网信办启动为期一个月的2021“清朗·春节网络环境”专项行动，重点整治不良网络社交行为和网络暴力现象，打击诱导未成年人应援打榜、刷量控评行为，整治煽动“粉丝”互撕和进行网络欺凌的行为。

### 类似事件
- 刘睿哲事件
- 敖厂长事件
- LexBurner事件

## 备注
1. ↑  对于出演言情剧或是偶像出身的明星，其粉丝常常分为两大派别：唯粉指单单喜欢某个明星，而不喜欢与其组CP的其他明星，或不喜欢该明星所在团体的其他明星。CP粉则指粉丝喜爱某综艺中被作为情侣宣传的一对艺人之间的互动，或迷恋某电视剧中被设置为情侣的一对角色之间的感情，并时常认为相關艺人在现实中也是情侣。
2. ↑  《中华人民共和国治安管理处罚法》第六十八条规定，“制作、运输、复制、出售、出租淫秽的书刊、图片、影片、音像制品等淫秽物品或者利用计算机信息网络、电话以及其他通讯工具传播淫秽信息的”构成违法。1997年12月颁布的《计算机信息网络国际联网安全保护管理办法》规定，“查阅（浏览）”淫秽、色情作品既违法。[10]
3. ↑  粉圈“大V”指在粉丝群中拥有号召力的粉丝。“巴南区小兔赞比”即是此类肖战粉丝。
4. ↑  “巴南区小兔赞比”2月26日19时34分微博部分内容[16]：（以艺人为原型的低俗未成年嫖娼文学）这本身就是侵害艺人名誉权的行为。况且这种行为不光侵害了艺人名誉权，还污染了网络环境，带坏了一大批缺乏判断力的未成年小粉丝。
5. ↑  指控制评论，使微博上清一色全是对明星的正面评价。
6. ↑  指利用各种手段，通过提高偶像的各种数据来支持偶像的行为。
7. ↑  指反制黑子（黑粉、黑站），是通过控制评论，举报反对偶像的网民等方式来达到控评的行为。
8. ↑  “博君一肖”是粉丝对电视剧《陈情令》的主演肖战和王一博二人组CP的称谓。[24]
9. 1 2  作者郑帆为广东省广州市黄埔区人民检察院一级检察官，全文参见[17]。
10. ↑  网易科技原文[18]：2月26日下午，Lisa响应肖战超话里的几位大粉的号召，拨打了12390全国“扫黄打非”办的举报电话，举报《下坠》作者及博君一肖CP粉写手，随后她又根据超话里一些粉丝的指示，陆续把矛头指向Bilibili、百度网盘、晋江等诸多同人创作头部平台。“他们活该被举报。”Lisa至今没有看过《下坠》，但她坚信自己没有错，“文学创作不应该建立在践踏人格尊严之上，这些内容女化、贬低了肖战的艺人形象。”
11. ↑  《澎湃新闻》的报道指，B站被删除内容为同性题材内容[26]。
12. ↑  黑子是指受人指使，进行买热搜、造谣等行动以达到黑化明星的目的的人。
13. ↑  炸号是指某账号突然间被封禁或注销、并删除账号内所有内容
14. ↑  作者李红笛为《检察日报》记者，全文参见[1]。
15. ↑  作者王陆，全文参见[29]。
16. ↑  作者吴一兴为德国慕尼黑大学法学博士，全文参见[25]。
17. ↑  作者龚家勇为浙江金道律师事务所律师，全文参见[91]。
18. ↑  在新浪微博上，使用@符号，有主动告之、通知某人的含义。其作用和维基百科@功能类似。